# Campeonato Mundial de Esquí Nórdico de 1964
El XXV Campeonato Mundial de Esquí Nórdico se celebró en Innsbruck (Austria) entre el 29 de enero y el 8 de febrero de 1964, dentro de los IX Juegos Olímpicos de Invierno (las pruebas de esquí de fondo y saltos en esquí incluidas en el programa contaron como pruebas del Mundial, no así las de combinada nórdica), bajo la organización de la Federación Internacional de Esquí (FIS) y la Federación Austríaca de Esquí.

## Esquí de fondo

### Masculino
| Evento                   | Oro                                                                                      | Plata                                                                                   | Bronce                                                                                 |
| ------------------------ | ---------------------------------------------------------------------------------------- | --------------------------------------------------------------------------------------- | -------------------------------------------------------------------------------------- |
| 15 km (31.01)            | Eero Mäntyranta · Finlandia · 50:54,1                                                    | Harald Grønningen · Noruega · 51:34,8                                                   | Sixten Jernberg · Suecia · 51:42,2                                                     |
| 30 km (30.01)            | Eero Mäntyranta · Finlandia · 1:30:50,7                                                  | Harald Grønningen · Noruega · 1:32:02,3                                                 | Igor Voronchijin URSS 1:32:15,8                                                        |
| 50 km (05.02)            | Sixten Jernberg · Suecia · 2:43:52,6                                                     | Assar Rönnlund · Suecia · 2:44:58,2                                                     | Arto Tiainen · Finlandia · 2:45:30,4                                                   |
| Relevo 4 × 10 km (08.02) | Suecia · Karl-Åke Asph · Sixten Jernberg · Janne Stefansson · Assar Rönnlund · 2:18:34,6 | Finlandia · Väinö Huhtala · Arto Tiainen · Kalevi Laurila · Eero Mäntyranta · 2:18:42,4 | Unión Soviética Ivan Utrobin Guennadi Vaganov Igor Voronchijin Pavel Kolchin 2:18:46,9 |

### Femenino
| Evento                  | Oro                                                                  | Plata                                                                        | Bronce                                                               |
| ----------------------- | -------------------------------------------------------------------- | ---------------------------------------------------------------------------- | -------------------------------------------------------------------- |
| 5 km (05.02)            | Klavdiya Boyarskij URSS 17:50,2                                      | Mirja Lehtonen · Finlandia · 17:52,9                                         | Alevtina Kolchina URSS 18:08,4                                       |
| 10 km (01.02)           | Klavdiya Boyarskij URSS 40:24,3                                      | Yevdokiya Mekshilo URSS 40:26,6                                              | Mariya Gusakova URSS 40:46,6                                         |
| Relevo 3 × 5 km (07.02) | URSS Alevtina Kolchina Yevdokiya Mekshilo Klavdiya Boyarskij 59:20,2 | Suecia · Barbro Martinsson · Britt Strandberg · Toini Gustafsson · 1:00:27,0 | Finlandia · Senja Pusula · Toini Pöysti · Mirja Lehtonen · 1:02:45,1 |

## Salto en esquí
| Evento                              | Oro                                       | Plata                                | Bronce                                   |
| ----------------------------------- | ----------------------------------------- | ------------------------------------ | ---------------------------------------- |
| Trampolín normal individual (21.01) | Veikko Kankkonen · Finlandia · 229,9 pts. | Toralf Engan · Noruega · 226,3 pts.  | Torgeir Brandtzæg · Noruega · 222,9 pts. |
| Trampolín grande individual (09.02) | Toralf Engan · Noruega · 230,7            | Veikko Kankkonen · Finlandia · 228,9 | Torgeir Brandtzæg · Noruega · 227,2      |

## Medallero
| Núm. | País      | Oro | Plata | Bronce | Total |
| ---- | --------- | --- | ----- | ------ | ----- |
| 1    | Finlandia | 3   | 2     | 1      | 6     |
| 2    | URSS      | 2   | 1     | 3      | 6     |
| 3    | Noruega   | 1   | 3     | 2      | 6     |
| 4    | Suecia    | 1   | 1     | 1      | 3     |
|      | TOTAL     | 7   | 7     | 7      | 21    |